# Боволента
Боволѐнта (на италиански: Bovolenta; на венециански: Bovołenta) е малко градче и община в Северна Италия, провинция Падуа, регион Венето. Разположено е на 6 m надморска височина. Населението на общината е 3492 души (към 2014 г.).